# Galgenveld (algemeen)

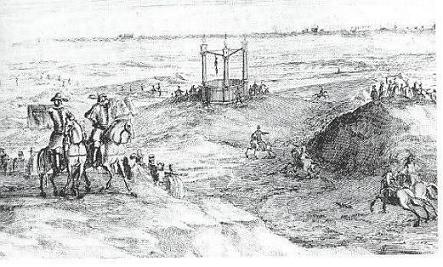
Galgenveld Vughterheide; na de voltrekking van het vonnis op de markt van Den Bosch bleven de lijken hier enige tijd hangen ter afschrikking

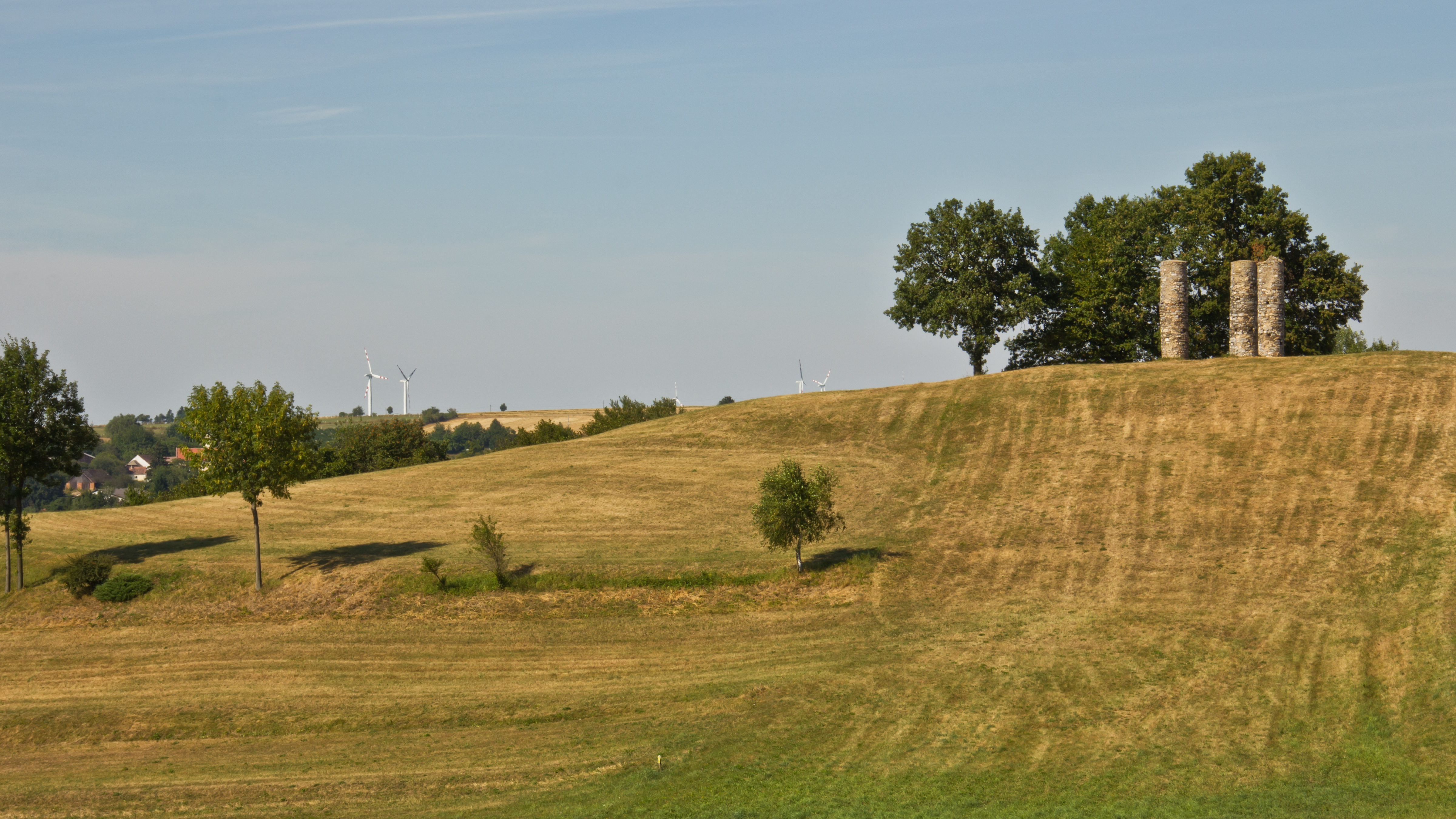
De galgenberg bij Irnfritz-Messern, Oostenrijk

Een galgenveld is een open ruimte waarop een of meer galgen geplaatst staan. In de loop der tijd verdwenen deze velden, maar tot ver in de 18e eeuw waren de galgenvelden nog op vele plaatsen te vinden, zowel in de Nederlanden als daarbuiten.

## Locatie

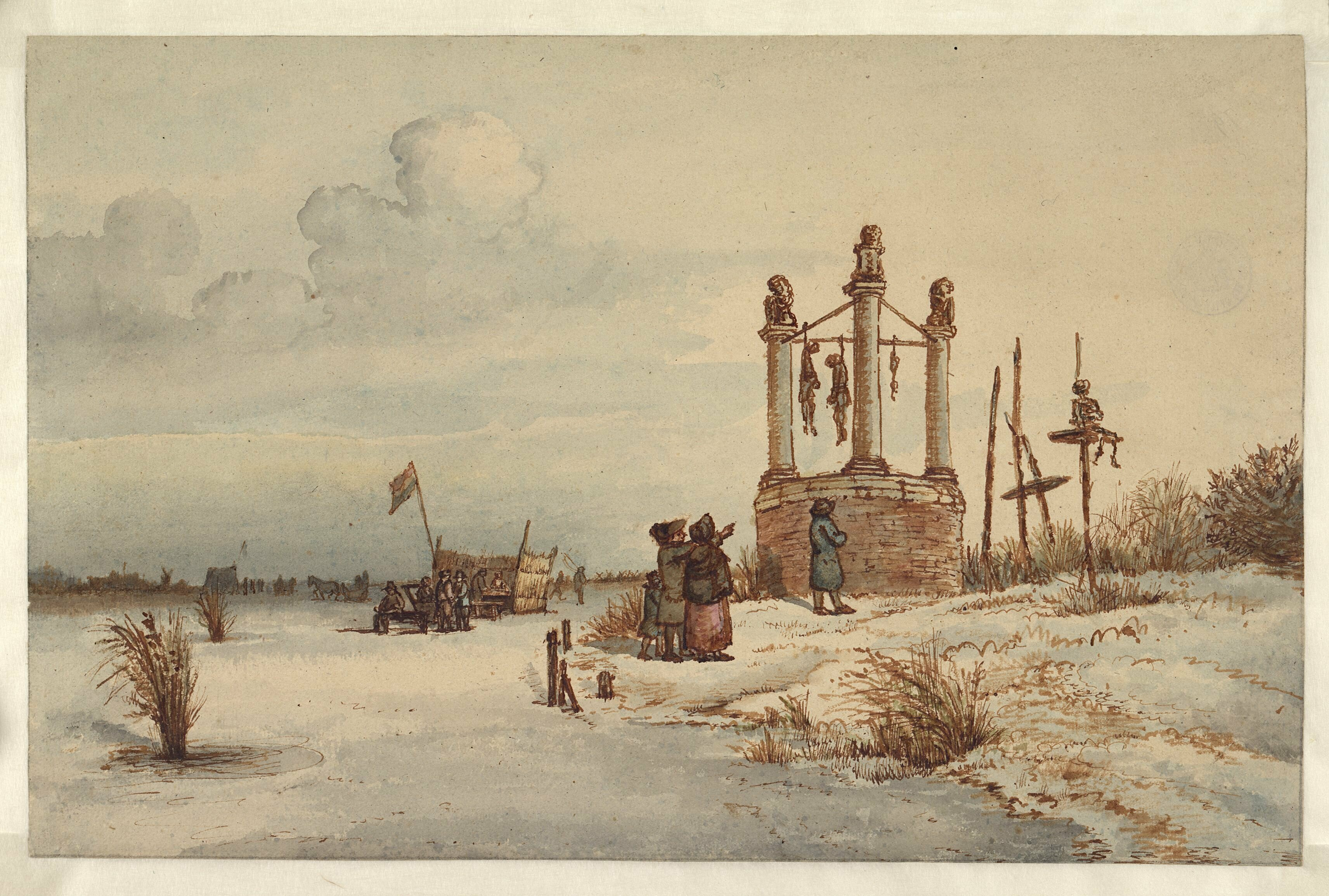
Galgenveld van Amsterdam in 1795

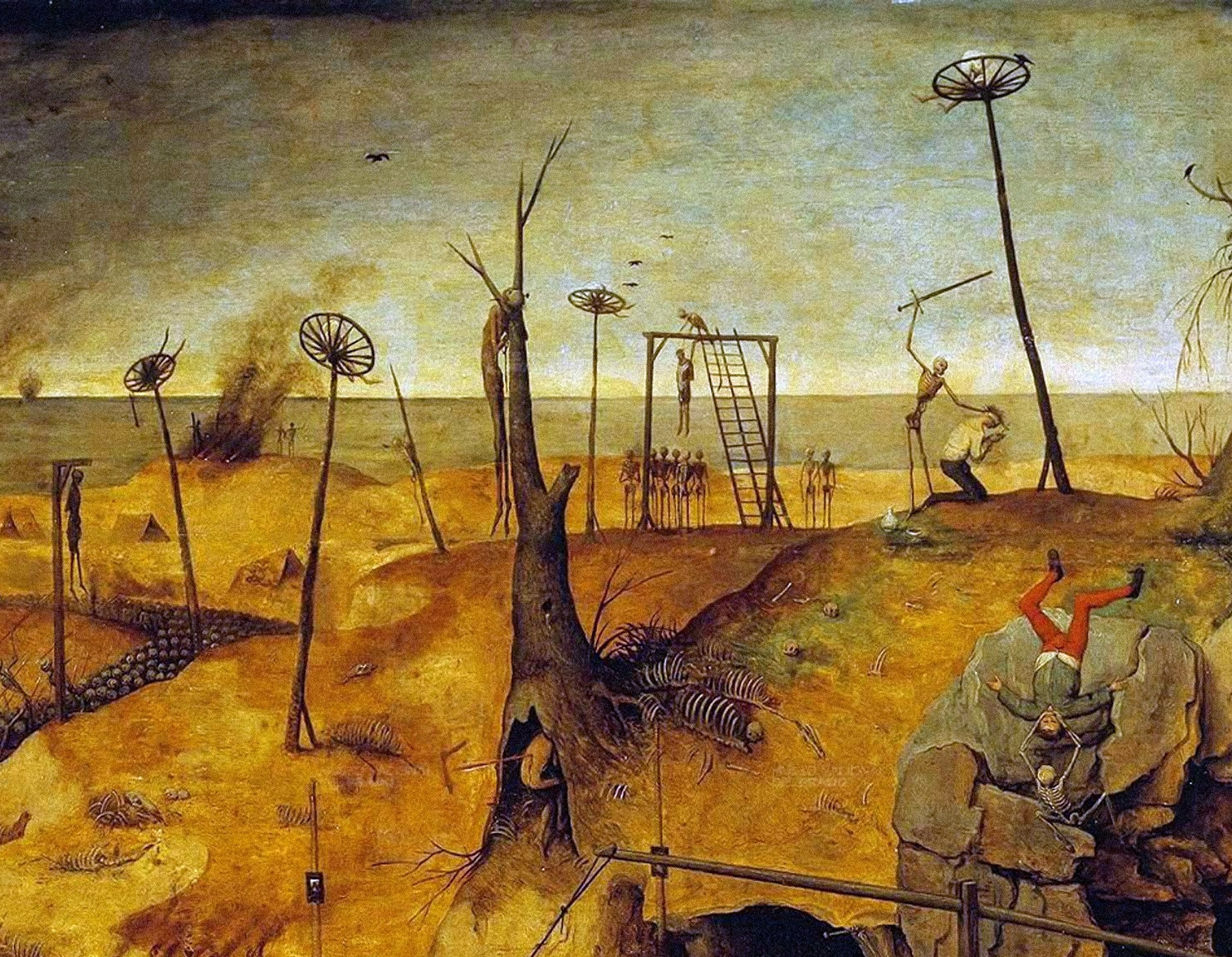
Landschap van Pieter Bruegel de Oude, ca. 1562

Tot 1795, en soms nog wel langer, hadden hoge heerlijkheden en de meeste steden een galgenveld. Dat was bij voorkeur een goed zichtbare plaats langs een doorgaande weg of aan een rivier. Een landsheer of een stad liet op deze wijze blijken over het halsrecht te beschikken. Het halsrecht of de hoge jurisdictie hield in dat bij de rechtspraak ook een doodvonnis kon worden uitgesproken. Dit recht behoorde oorspronkelijk alleen aan de landsheer. Later kwam het door leen of koop ook aan de (hoge) adel. Naarmate steden rijker en machtiger werden, verwierven ze ook graag heerlijke rechten, waaronder het halsrecht. Bij steden stond de galg buiten de stadspoort. Op het platteland, zo mogelijk op een heuvel, maar meestal ergens op woeste grond (onontgonnen grond). Woeste gronden werden wel geassocieerd met van god verlaten gebieden, waar volgens christenen misdadigers en heidenen thuishoorden. Een meer prozaïsche reden is dat in het open veld de zichtbaarheid, en dus de afschrikkende werking, groter is. Van sommige galgenvelden, zoals van het galgenveld van Amerongen, is bekend dat ze nooit gebruikt zijn.

## Uitvoering
Gewoonlijk werd een doodvonnis niet op het galgenveld voltrokken. Dit gebeurde vaak op een centrale plaats in de stad, waarbij de voltrekking in de openbaarheid gebeurde. Na de executie werd het lijk op een horde, een soort slee van takken, naar het galgenveld gebracht en daar aan een galg gehangen of op de radstake gelegd. Een radstake was een hoge paal (stake), bekroond een horizontaal geplaatst wiel (rad). Beide vormen zijn terug te vinden in het gezegde "hij groeit op voor galg en rad". Soms werd, bijvoorbeeld na onthoofding, alleen het op een staak gespieste hoofd tentoongesteld.
Een gehangene had geen recht op een waardige begrafenis. Het was gebruikelijk dat zijn stoffelijk overschot door dieren werd opgegeten. Een begrafenis, zoals gebruikelijk in of bij de kerk in "gewijde grond", kwam voor geëxecuteerden niet in aanmerking. De resten werden daarom vaak begraven in een knekelput nabij de galg.
Het afschrikkende effect dat met een voor iedere passant goed zichtbaar galgenveld werd beoogd, voorkwam niet dat sommige galgenvelden een recreatieve plaats werden, zoals bij Amsterdam. Daar werd het Galgenveld, gelegen aan de noordoever van het IJ, veel bezocht door nieuwsgierigen of door wandelaars bij wijze van zondagmiddaguitje. In Lunteren werd in later tijden op de Galgenberg een recreatieve uitzichttoren gebouwd.

## Afschaffing

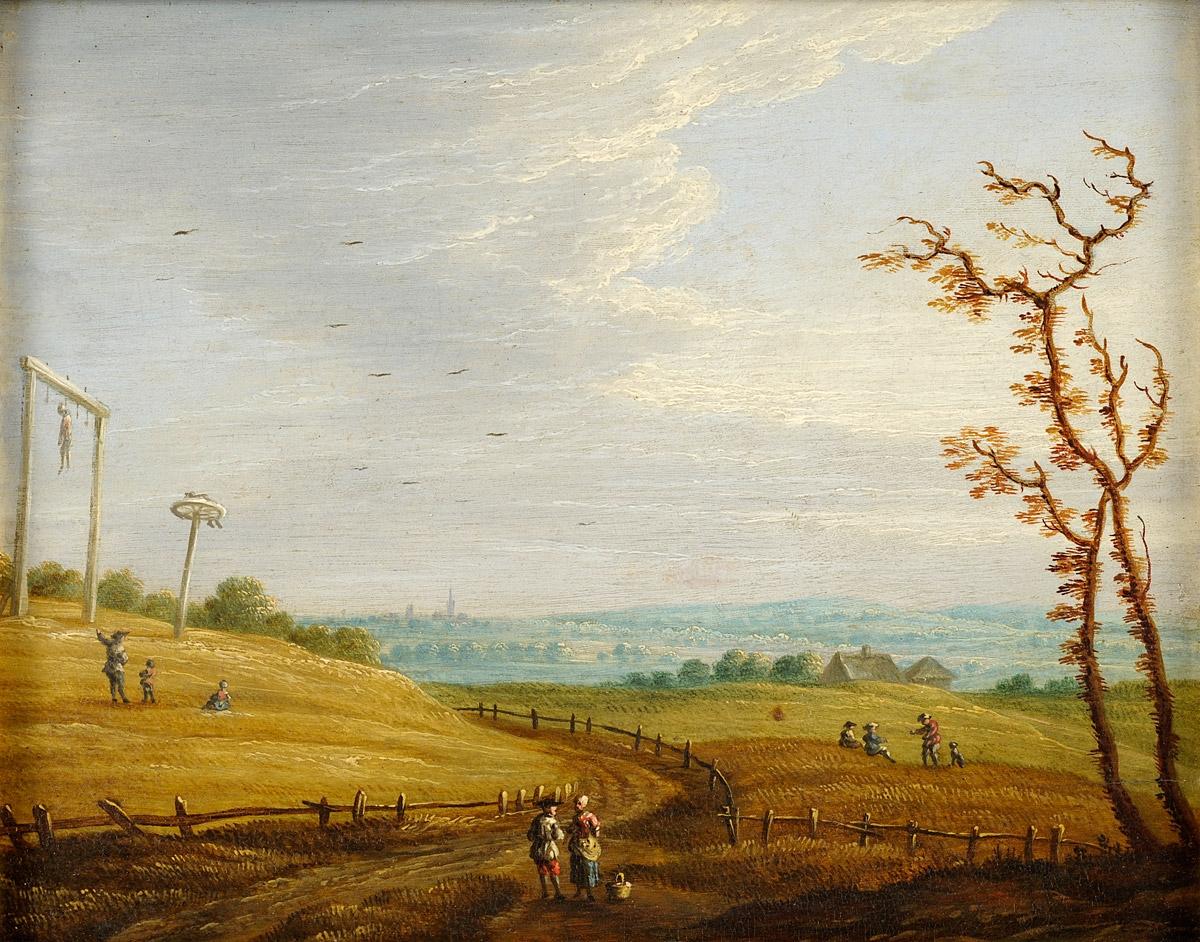
Vlaams landschap met galgenberg, 17e eeuw

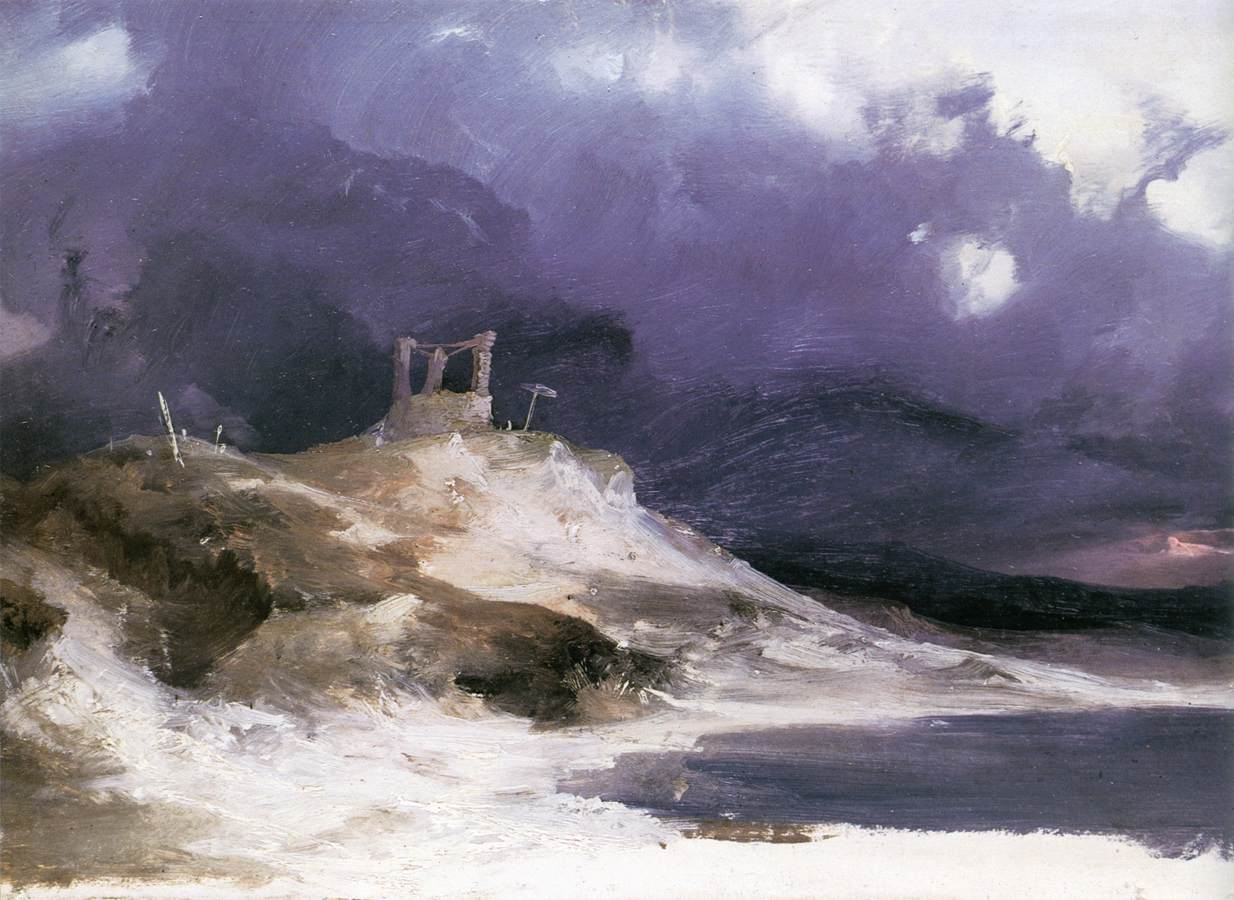
Galgenberg in Duitsland, 1833

### Holland
In 1795 komt in de Nederlanden een ommekeer in het gebruik van galgenvelden. De Provisionele Representanten van het Volk van Holland vergaderden toentertijd dagelijks in Den Haag en kwamen op 6 maart 1795 met een decreet, dat als volgt luidt:
Publicatie
De provisioneele Representanten van het Volk van Holland, allen diegeenen die deezen zien of hooren leezen, Heil en Broederschap.
Alzoo de ondervinding sedert zoo veele jaren heeft doen zien, dat de Galgen, Raderen en Geesselpalen, op vele plaatsen langs de openbare wegen opgerigt, niet anders te weeg brengen, dan dat dezelven een treurig schouwspel opleeveren van de Barbaarsheid van vroegere tijden, waardoor aandoenlijke harten gevoelig worden getroffen, terwijl de boosdoeners daar door niet van het kwaad worden afgeschrikt; en dezelven mitsdien slechts dienen om de Nabestaanden van hun, wier Lijken aan Galg of Rad ten prooye aan de Lugt en aan het Gevogelte zijn overgegeven, bloot te stellen aan de verguizing van onverstandigen en ongevoeligen die de misdaad van den veroordeelden doet nederdalen op den Onschuldigen, die echter nimmer door het wangedrag van anderen in de achting die hen toekomt, moet worden benadeelt; behalve dat daar door de menschelijke waardigheid tot den hoogstmogelijke trap van vernedering wordt gebracht.
Zoo is 't dat wij hebben goedgevonden te decreteren gelijk wij doen bij deezen, dat alle die overblijfsels der oude Barbaarsheid, alomme binnen deeze Provincie, ten spoedigste en uiterlijk binnen de tijd van 6 weken na de afkondiging deezes, zullen moeten worden weggenomen, die daartoe gediend hebbende plaatsen geslegt, en tot andere gebruiken worden ingericht.
Lasten wij den Procureur Generaal der Provincie, alle Bailluwen en verdere Officieren van Justitie, diens zulks zouden mogen aangaan toe te zien, dat dit ons decreet behoorlijk worde agtervolgt en naargekomen; en verder zorg te dragen, dat alle lijken aan Galgen en Raderen of anderzinds tentoongesteld, worden weggenomen en ten minste kosten begraven op de publique Kerkhoven of ander geschikte plaatsen, terwijl wij voor het vervolg decreteeren dat voortaan alle Lijken van de zoodanige, die binnen den Lande van Holland met den Dood zouden mogen worden gestrafd, dadelijk na de terechtstelling zullen moeten worden afgenomen en behoorlijk begraven.
En op dat niemand hiervan onkundig zij, zal worden gepubliceerd en ge affigeerd ter plaatse waar zulks te geschieden gebruikelijk is.
Gedaan in Den Hage onder het klein Zegel van den Lande in den 6 Maart 1795. Het eerste jaar der Bataafse Vrijheid
Het korte tijdsverloop tussen de start van het beraad over dit onderwerp in februari 1795 en het van kracht worden van dit decreet op 6 maart 1795 wijst op voorafgaand beraad. Met andere woorden, het is vrij zeker dat het afschaffen van galgenvelden en galgenbergen reeds eerder door een bepaalde bevolkingsgroep besproken en beraamd werd, alleen trad men hierover weinig of niet naar buiten.

### Utrecht
In Utrecht was men later met de afschaffing van galgenvelden. De Drost van het tweede Kwartier van het Departement Utrecht schreef op de 21e dag van de grasmaand (april) 1809 aan de Burgemeester van Amersfoort dat de galgen, raden en dergelijke die nog in de jurisdictie zouden bestaan, afgebroken moesten worden en dat de lichamen van de geëxecuteerden begraven moesten worden.

### België

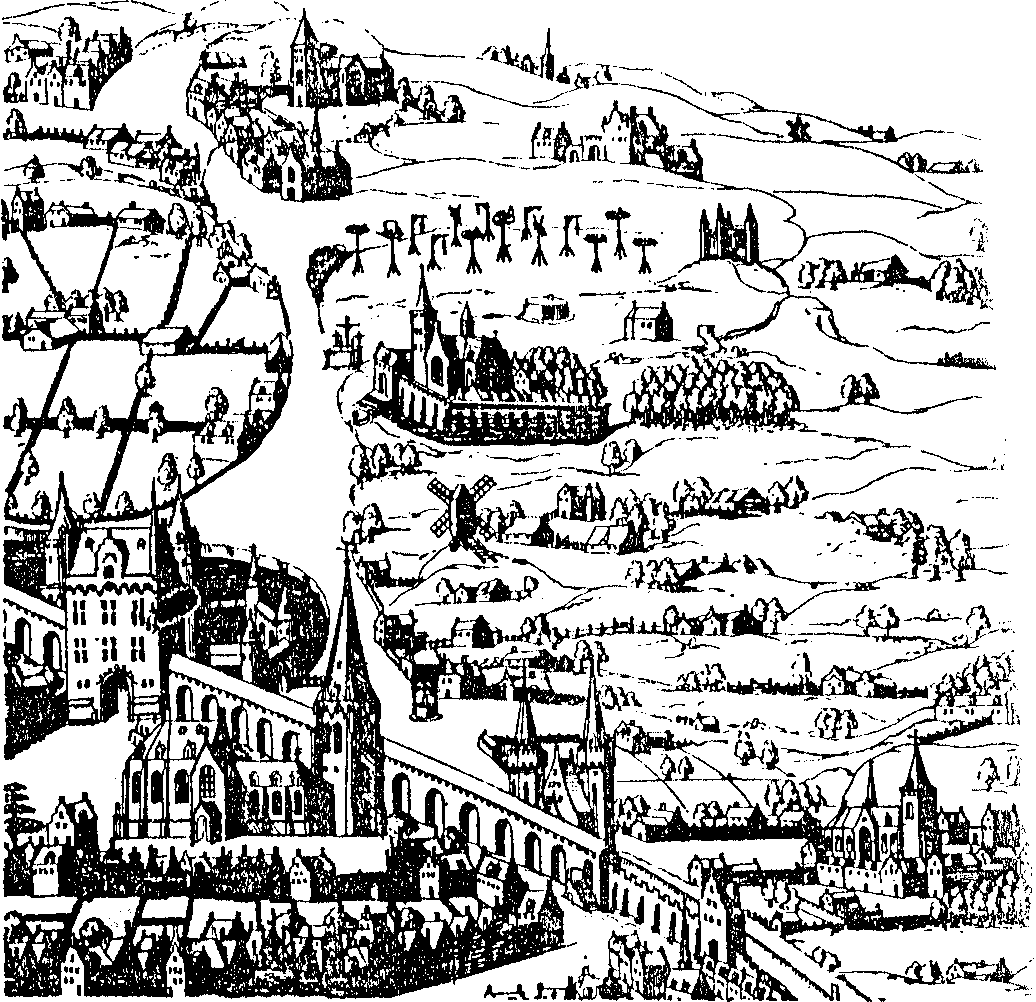
Galgenveld van Antwerpen, ca. 1525

- Antwerpen: op de plaats van het huidige Koning Albertpark[6]
- Brugge[7]
- Brussel: op de Galgenberg en op de Flotsenberg
- Vliermaal: vermoedelijk op het veld bij De Brullen[8]
- Leuven: ten hoogte van de Tiensepoort en op de Gasthuisberg
- Tongeren: in Berg langs de Maastrichtersteenweg

### Nederland
In Nederland hebben verschillende plaatsen een galgenberg of galgenveld gehad, plaatsen in Nederland waar dat bekend van is zijn de volgende. De omschrijvingen zijn meestal uit de tijd dat de galg daar stond.

#### Friesland
De historicus J.A. Mol heeft in 2006 archiefonderzoek gedaan naar het voorkomen van galgen in Friesland, waarbij hij zich baseerde op toponiemen waarin de term galg bewaard is gebleven.

###### Steden
- Bolsward: ten westen van de stadsgracht ("Galgerak")
- Dokkum: een rad, vermeld door Worp van Thabor
- Franeker: duizend meter ten zuidoosten van Franeker ("Galgefenne")
- Hindeloopen: eilandje dat in de 16e eeuw net buiten de stadsgrens lag ("Galgepolle")
- IJlst: ten noordoosten van het stadscentrum aan de Geeuw ("Galgeland")
- Leeuwarden: een galg ten zuidwesten van het centrum aan de trekvaart naar Franeker ("Galgefenne"); een tweede ten oosten van de stad, aan de weg naar Huizum ("Olde Galgefenne")
- Sloten: mogelijk aan de uitmonding van de Slotervaart in het Slotermeer ("Slootmanne galge")
- Sneek: aan de voet van de Hemdijk
- Stavoren: tussen het slot en de Noorderhaven ("Galge-venne")
- Workum: op het buitendijks land

###### Grietenijen
- Baarderadeel: onder Jorwerd, aan de weg naar Baard ("Galgelân")
- Barradeel: in een bocht van de Slachtedijk, tussen Herbajum en de Zeedijk ("de hoek van Galgekamp")
- Dantumadeel: bij Rinsumageest ("Galgesleat")
- Ferwerderadeel: ten zuidwesten van Ferwerd bij de weg naar Waaxens ("Galge Morgen")
- Kollumerland: bij Kollum ("Galgefenne")
- Menaldumadeel: bij Beetgum
- Oostdongeradeel: bij Ezumerzijl
- Ooststellingwerf: ten noorden van Donkerbroek, aan de weg naar Waskemeer ("Galgeberg")
- Smallingerland: op de heide van Nijega ("Galgstik")
- Tietjerksteradeel: een galg op de oostoever van het Bergumermeer; een tweede galg in het westen, nabij Suawoude ("Galgewier")
- Westdongeradeel: tussen Oosternijkerk en Niawier ("Galgesloot")
- Weststellingwerf: duizend meter ten zuidoosten van de kerk, aan de weg van Steenwijk naar Heerenveen ("Galgeveld"). Op deze plek ligt tegenwoordig het park de Nieuwe Aanleg.
- Wonseradeel: precieze locatie onbekend ("Galgelân")
- Wymbritseradeel: aan de westkant van het Sneker Meer, bij het Kruiswater ("Galgeland")

###### Overig
- Burum: aan de dorpsvaart ("Galgefenne")

###### Waddeneilanden
- Ameland: zuidelijk van de zandweg naar Ballum
- Terschelling: ten noordwesten van Midsland ("Galgeduin")

#### Drenthe

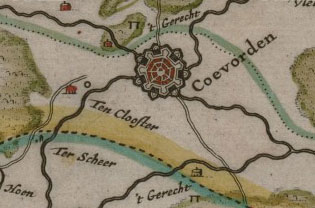
Twee galgenvelden buiten de vesting Coevorden, aangeduid als 't Gerecht, 1634

- Assen: op 's Lands Veld ten noorden van de plaats[10]
- Coevorden: op de Hooge Loo ten noorden van de stad en bij het Laarse Gat ten zuiden van de stad[10]
- Ruinen: ten noorden van Ruinen/ ten westen van Anholt, vervangen door een galgenberg op de markegrens met Pesse[10]

In Drenthe zijn nogal wat veldnamen met galg of rad erin die verwijzen naar terreinen die naar alle waarschijnlijkheid gebruikt zijn als executieplaats. Voorbeelden zijn de galgenbergen van Anloo, Anholt, Balloo, Schoonoord/Sleen en Westerbork, waarin menselijke resten zijn aangetroffen. Van een tiental andere heuvels bestaat het vermoeden, dat zij gefungeerd hebben als executieplaats.

#### Gelderland

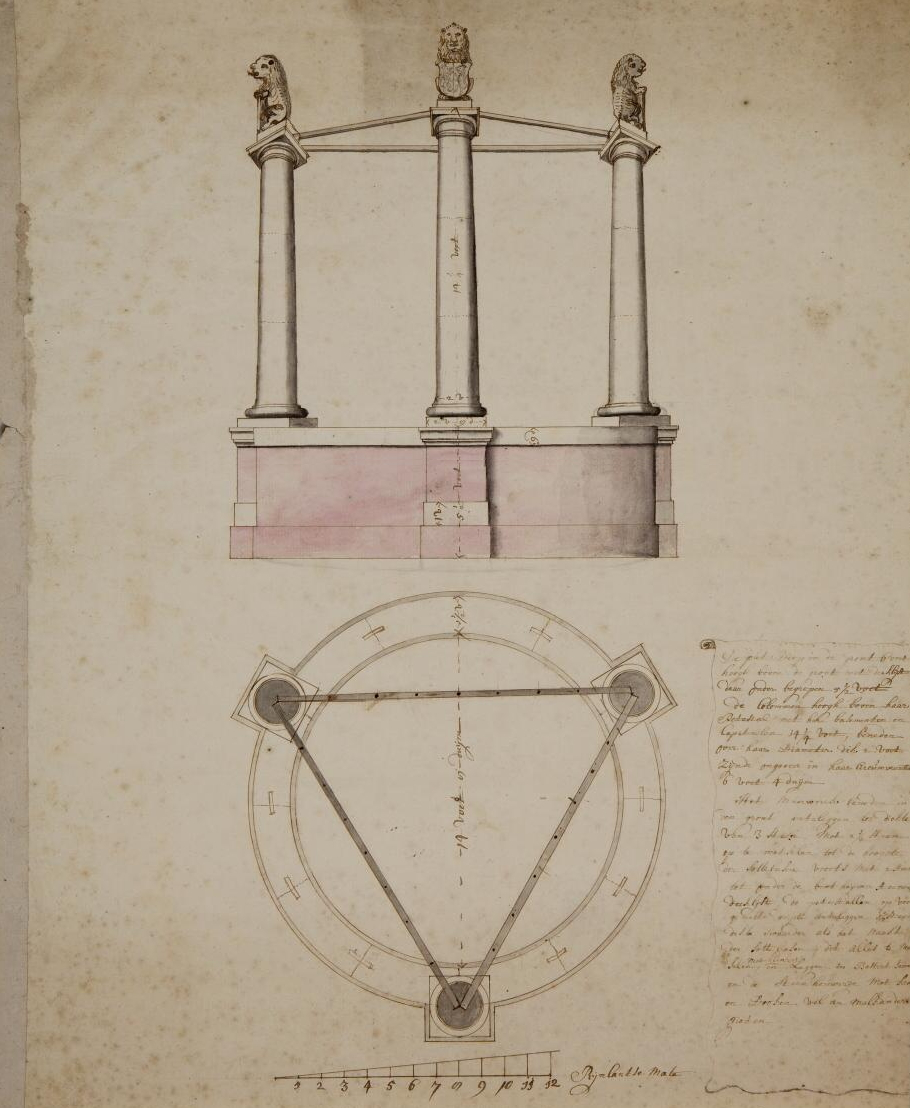
Ontwerp van De Steenen Galg van Arnhem, hier konden 21 lijken tegelijk aan worden gehangen, 1734

- Apeldoorn: de huidige Valkenberg (Berg en Bos) ten westen van de stad[11][12]
- Arnhem: ten zuiden van de Schelmseweg[11][12] in park Klarenbeek
- Beesd: in de Galgenwaard, aan de Lingedijk[13]
- Bemmel: op het perseel halsaf[13]
- Bergharen-Afferden: nabij de huidige boerderij "Heuvelrust" tussen deze twee dorpen[11][12]
- Borculo[14]
- Bredevoort: op de Hollenberg[15]
- Buren: ten oosten van de stad aan de Erichemse kade[13]
- Culemborg: in de Redichemse Waard[13]
- Doorwerth: op de Noordberg[11][12]
- Echteld: op de Waaldijk, waar ook andere dorpen in de buurt gebruik van maakten[13]
- Eck en Wiel: vlak bij het gehucht Homoet[13]
- Ede: ten oosten van de weg tussen Ede en Bennekom, op een heuvel in de Sysselt
- Elspeet: ten noorden weg Apeldoorn-Vaassen en mogelijk een ten zuiden van Tongeren[11][12]
- Elst: op de Galgenwei[13]
- Epe: een eind ten noordwesten van Epe (in de buurt van de Douwelsberg, lees: Duivelsberg)[11]
- Gendt: nabij buurtschap Kommerdijk[13]
- Harderwijk: ten zuiden van het gehucht Frankrijk[11][12]
- Hattem: ten zuiden van deze stad[11][12]
- Heerde: 2 km ten westen van het dorp[12]
- Hemmen: op het perceel De Galgenpas langs de Linge[13]
- Heukelum: op de Galgenwaard[11][12]
- Huissen: in wat voorheen de buurtschap Het Zand was[13]
- Laag-Keppel: nabij Kasteel Keppel[16]
- Lent: langs de Waal vlak bij fort Knodsenburg[13]
- Lienden: op de Aschheuvel tussen Lienden en Ommeren.[13]
- Lichtenvoorde: bij havezate Tongerlo[17]
- Loenen: op het perceel Engeland[13]
- Lunteren: een heuvel in het Lunterse Buurtbosch met de naam Galgenberg, tegenwoordig staat daar een uitzichttoren met de naam "de Koepel"[11][12]
- Maurik: op het perceel Hazenkamp.[13]
- Mariënweerd: op een heuvel in de uiterwaarden van de Linge[13]
- Montferland: Galgenberg
- Nijmegen: op landgoed Heijendaal.[18]
- Pannerden: op het perceel Galgendaal[13]
- Renswoude: op het landje "het Galgenveld" een stukje ten oosten van de weg naar Barneveld[11][12]
- Rozendaal: ten noordoosten en/of noordwesten van de Imbosch[11]
- Tiel: op het ravelijn langs de Waal en op een perceel genaamd Galgenwei richting Wadenoijen[13]
- Tielerwaard: ten westen van het huidige knooppunt Deil[13]
- Veluwe: één kilometer ten zuidzuidoosten van het kruispunt grote weg Apeldoorn-Arnhem en de afslaande weg richting Woeste Hoeve[11][12]
- Zeddam: op de berg[11][12]

#### Groningen

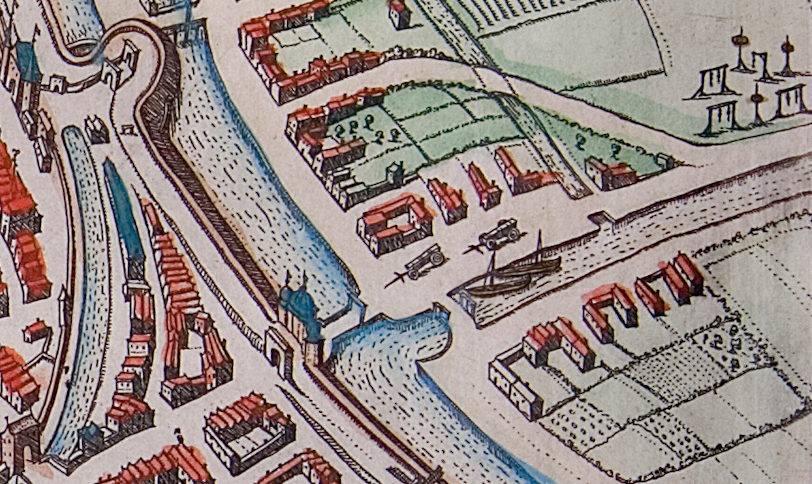
Groningen met galgenveld bij het Damsterdiep, 1575

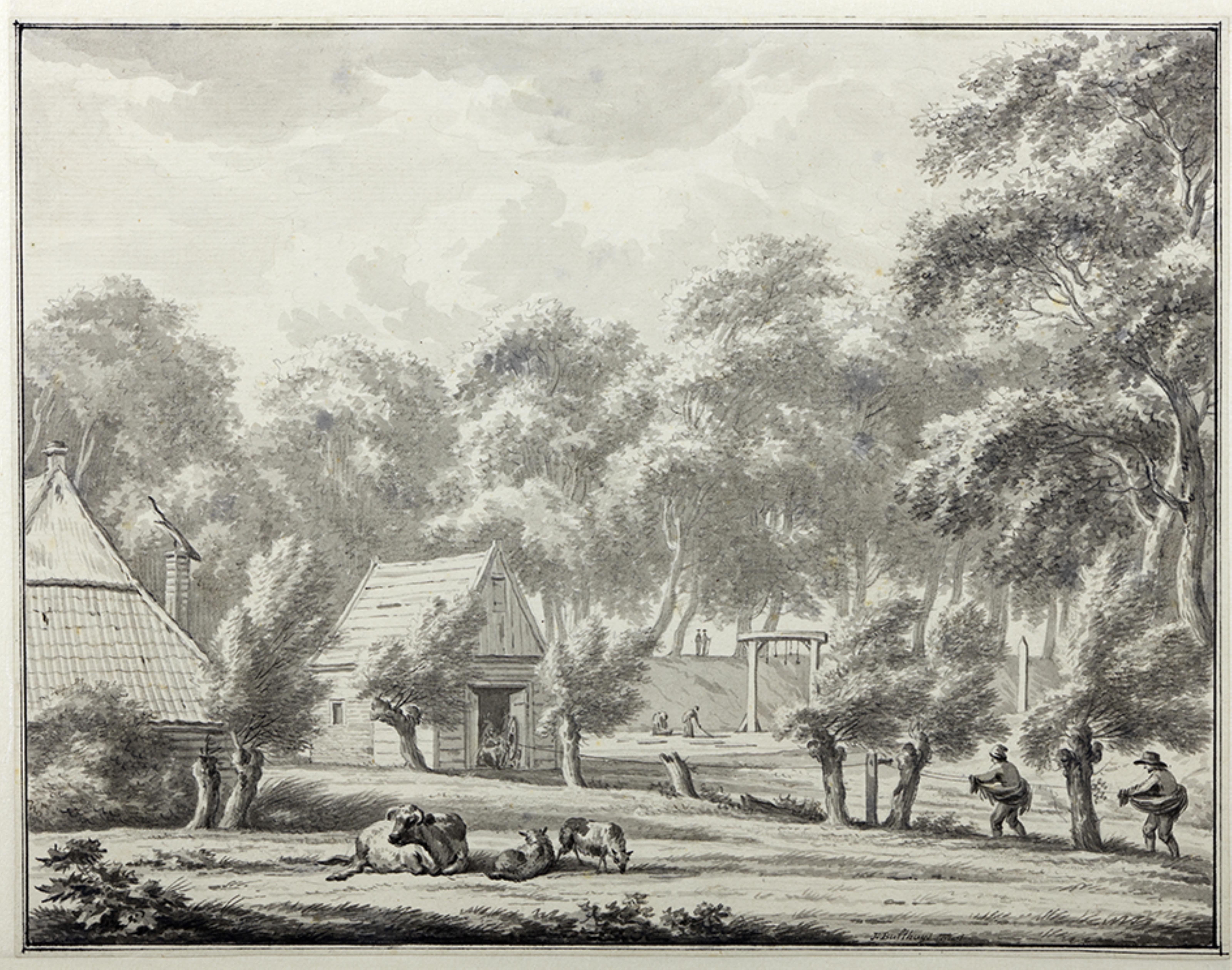
Galgendwinger met de militaire gerechtsplaats (Jan Bulthuis, 1784)

- Noordlaren: galgenberg langs oude postroute in het Noordlaarderbos (onzeker)
- Smeerling: de Galgeberg (Galbaargen), een verhoging van het terrein aan de westzijde van Smeerling, pal aan de zuidzijde van de N36.
- Vlagtwedde: 't Ol Gerichte
- Groningen: een galgenberg nabij de vijver in het Sterrebos (Kempkensberg), een galgenveld bij de Paddepoelsterweg, nabij begraafplaats Selwerderhof en een militaire gerichtsplaats op de Jacobijner- of Galgendwinger (later Ebbingedwinger) nabij het latere Bodenterrein

#### Noord-Holland

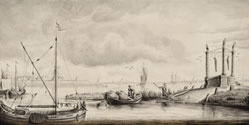
De Volewijk met Galgeput bij Amsterdam, ca. 1862

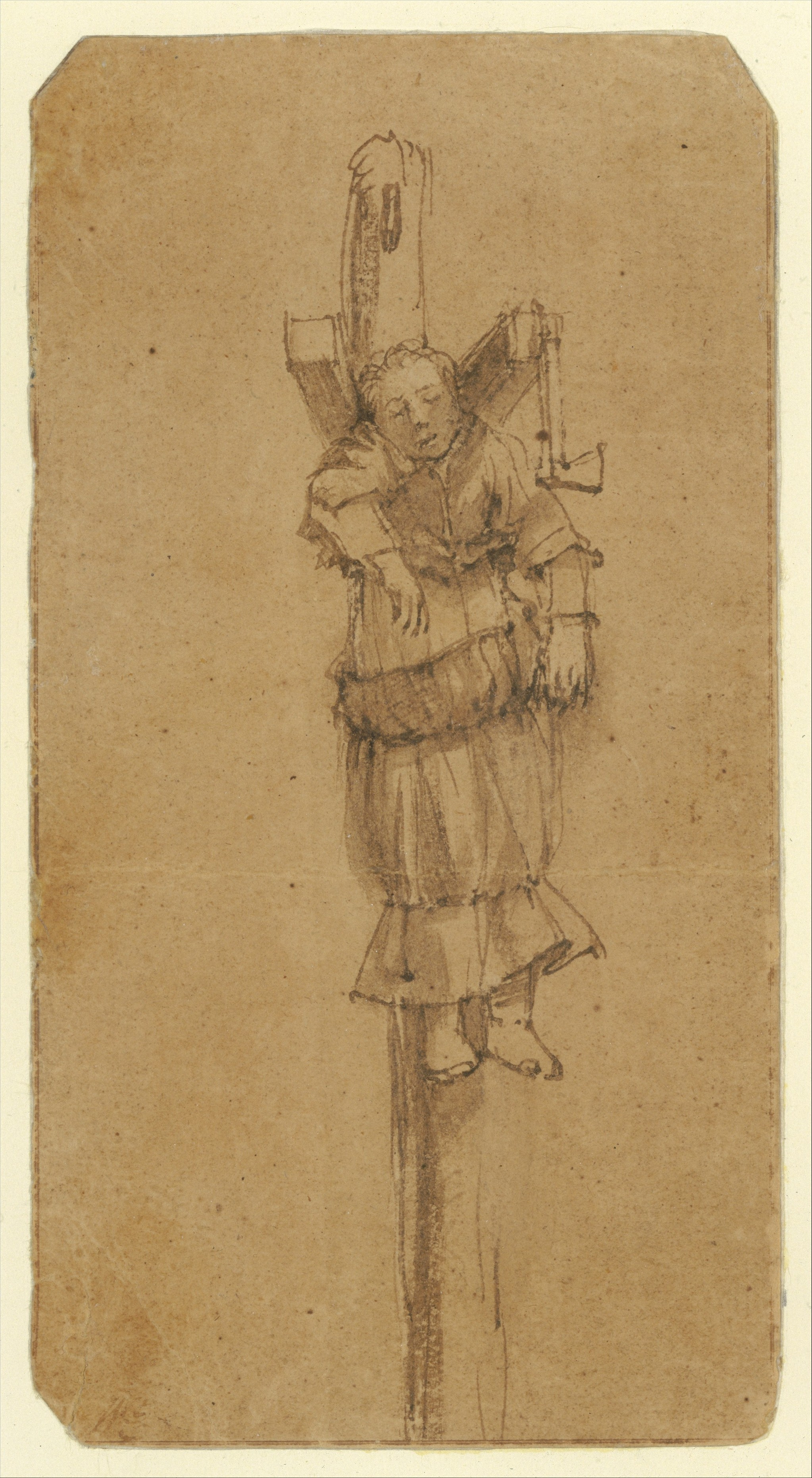
Het lijk van Elsje Christiaens vastgebonden aan een paal op het Amsterdamse galgenveld Volewijk. Getekend door Rembrandt van Rijn, 1664

- Alkmaar: aan de noordoever van de Zeglis: tussen de Galgendijk en het water op de Galgenweid[12][19]
- Amsterdam: Volewijk aan de Noordzijde van het IJ[12][20] Op de Heining, een buitendijks gebiedje langs de Spaarndammerdijk bij Halfweg dat nu in het westelijk havengebied van Amsterdam ligt, was het galgenveld van het hoogheemraadschap Rijnland. De Omval, dat toen tot Ouderkerk behoorde.[21]
- Bergen: ten westen van de kerk op een markant duin nabij de Duinweg naar Schoorl[19]
- Beverwijk: noordzijde dorp, waar de Galgenweg uitkomt op de Groote Houtweg[12][19]
- Broek in Waterland: ten zuiden van het dorp, mogelijk bij de Galgensloot[12][19]
- Den Helder: ten zuiden van Kijkduin (berekend op 14 gehangenen en 3 geradbraakten)[12][22]
- Enkhuizen: ten noorden van de stad op een landtong lag "'t Geregt van Enckhuysen", thans "het Galgenland"[12][19]
- Haarlem: net ten noorden van de Crayenestervaart Hoek Zuiderbuitenspaarne, de huidige Crayenesterlaan[12][23]
- Hoorn: aan de Galgenbocht in de weg van Oosthuizen naar Hoorn[12][19]
- Naarden: in de buurt van de turfpoort.[24]
- Oosthuizen: locatie onbekend[12][19]
- Opmeer: locatie onbekend[19]
- Purmerend: buiten de stad aan de Weere,[25][26]
- Monnickendam: Galgenriet (voorheen Blikhoek)[27]
- Rinnegom: in de duinen ter hoogte van "het Galgenduin"[12][19]
- Schoorl: een hoog duin met de naam "Schoorlse Nok" en bij de grens met Bergen een "halve galg" (soort waarschuwingsbord)[12][19]
- Texel: noordelijke kant Hoge Berg[12][22]
- West-Friesland: aan de Westfriese Omringdijk stonden vier galgen voor de vier ambachten, hier werd ook recht gesproken, namen als Galgendijk, Galgenakker, Galgenbocht en Galgeweg herinneren daar aan.[19][28] De oudste afbeeldingen van galgen in Westfriesland staan op kaarten uit 1638. Aan de Noorderweg van Twisk de galg te zien van het ambacht de Vier Noorder Koggen. Een andere galg, waarschijnlijk die van de stede Hoogwoud-Aartswoud, is getekend aan de Langereis. Naast de galgen van Hoorn (in de Galgenbocht ten zuiden van de stad) en de stede Grootebroek (op het buitendijks land bij Broekerhaven) is een rad getekend. Daar werden de lichamen van terechtgestelden op gelegd, "ten prooi aan de vogelen des hemelrijks". Volgens een bij de kaarten horend rapport stond 'eertijds' bij de Nek bij Schellinkhout de galg van de Westfriese Admiraliteit. Een andere galg, die van de stede Schellinkhout zelf, wordt genoemd in een akte van 18 april 1592. Daarin verklaarde een wapensmid uit Hoorn dat hij samen met schout Sijvert Jorisz de Vries uit nieuwsgierigheid was gaan kijken naar "die galge aen denwelcken die Spangiaerts buyten Schellinckhout gehangen waeren". Waarschijnlijk deelde Schellinkhout een galgenveld met de stede Wijdenes. In 1881 correspondeerden de burgemeesters van beide gemeenten over de verwaarloosde toestand van een gezamenlijk eigendom: het Galgeveld aan de Wijmers. De stede Abbekerk kocht in 1709 een stukje rietland aan de Westfriese Omringdijk bij Lambertschaag om daar een galg op te richten. In 1764 lieten dijkgraaf en heemraden van Drechterland op de Rode Steen in Hoorn een tijdelijke galg bouwen voor een bende rovers van dijkmaterialen. De permanente galg van Drechterland stond op een strandje bij De Tent, het toenmalige vergaderlokaal van dijkgraaf en heemraden. Niet ver daarvandaan, op het buitendijks land ten oosten van de Noorder Kadijk, stond de stadsgalg van Enkhuizen.

#### Overijssel
- Deventer: in 1362 was al sprake van de Galghenbergh, later de Galgenbelt genoemd.[29] Hij was gelegen ten noorden van de stad en werd rond 1930 voor woningbouw afgegraven. Nu liggen daar de straten Hoge Belt en Hoge Hondstraat. De Diepenveenseweg die vanuit de stad in de richting van de Galgenbelt liep heette tot 1889 deels Galgeweg. Verder wijzen de veldnamen Ravensweerd en Radstake van nu bebouwde gebieden ten noorden van de oude stad op gerechtsplaatsen. Ook heeft er in Deventer een galg gestaan op het Justitiebolwerk.
- Tussen Goor en Delden: ten westen van de huidige Algemene Begraafplaats in Delden.
- Tubbergen: Galgenberg

#### Utrecht

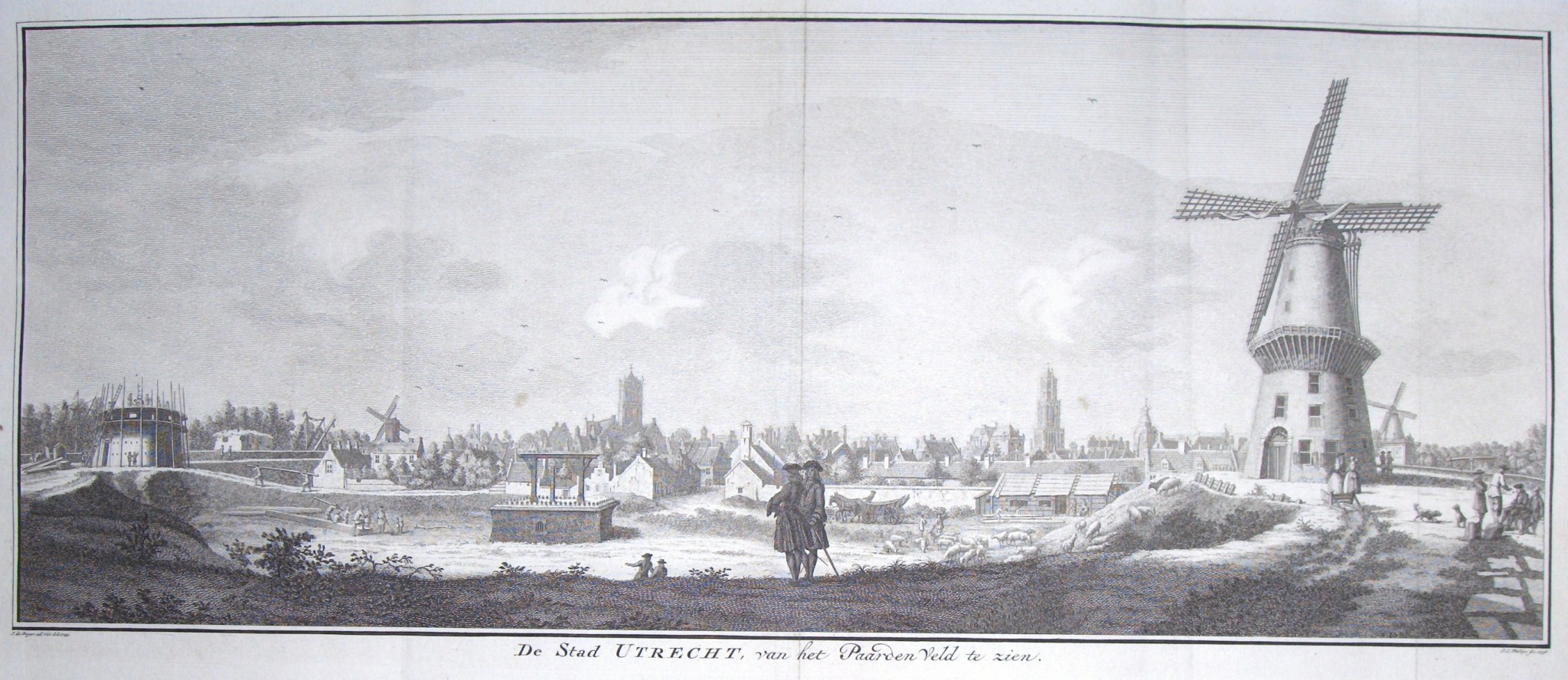
Gezicht op de stad Utrecht vanaf het Paardenveld met in het midden de galg, 1756

- Amerongen: op een hoogte ten oosten van het dorp en later ten noorden van het dorp Elst (Galgenbosch)[12][30] (op de Galgenberg)
- Amersfoort: op de Amersfoortse Berg ten zuidwesten van de stad[12][30]
- Leersum: alhier of vlak bij "Het Galgenbosch"[12][30]
- Rhenen: er zijn drie galgen geweest, ten westen van de Donderberg, ten noordwesten van de stad en ergens op de Grebse Berg[12][30]
- Utrecht: aan de Vaartse Rijn[12][31]; in de Galgenwaard, thans een buurt in de wijk Oost van Utrecht
- Woerden: ten westen van Woerden nabij de zuidoever van de Rijn[12][32]
- Zeist: "het Seysterzant": ten noorden van de Arnhemse Bovenweg, ongeveer één of anderhalve kilometer van de kerk[12][30]

#### Zuid-Holland

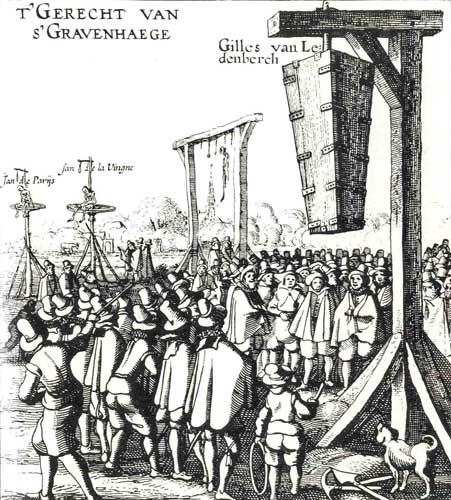
Galgenveld aan de Trekvliet bij Den Haag, 1619
Gilles van Leedenberch, in 1618 veroordeeld wegens landverraad, maakte in de gevangenis een eind aan zijn leven en werd geconserveerd, gekist en een jaar later met kist en al aan de galg gehangen. Op de achtergrond op het rad de moordenaars op Jan van Wely.

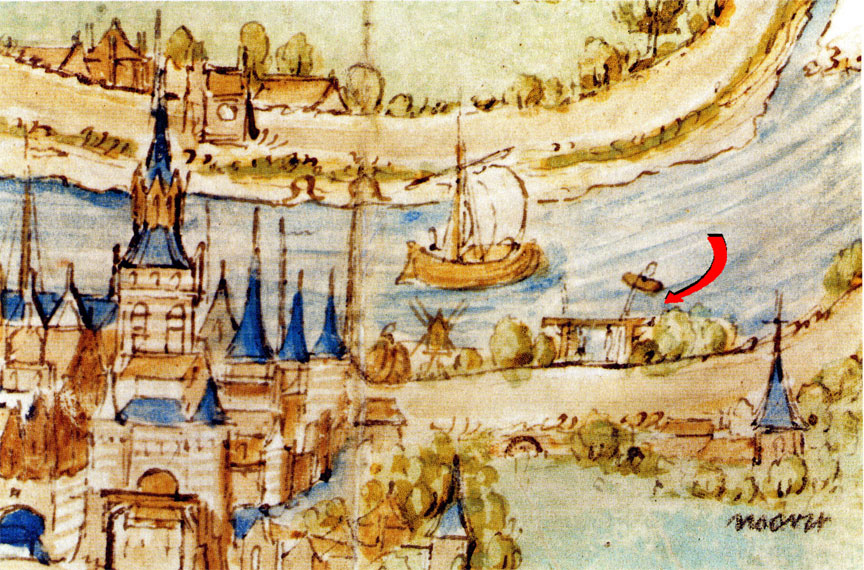
Galgenveld bij Gouda, 1520

- Brielle: ook het Galgen-bolwerk genoemd, gelegen op een wal net buiten de vesting
- Delft: een kilometer ten zuiden van de stad aan de westelijke oever van de Schie[32]
- Dordrecht: op de hoek van de Noord en de Merwede (aan de zijde van Zwijndrecht - t.h.v. het huidige Noordpark).[12][32]
- Gouda: het galgenveld was aanvankelijk waarschijnlijk een terrein aan de Corte Gouwe, tussen het huidige Regentesseplantsoen en de Nieuwehaven, ook wel 't Gerecht en het Galgeveld genoemd; in de 15e eeuw zou het galgenveld verplaatst zijn naar een buiten de stad gelegen terrein ten westen van de stad buiten de Dijkspoort bij de IJsseldijk[33][34]
- 's-Gravenhage: tussen Den Haag en Scheveningen en elders in de duinen tussen Den Haag en de zee[12][35]
- Leerdam: op de "Galgerwaard" en "het Galgenwiel"[11][12]
- Leiden: ten westen van de stad, op de noordoever van de Oude Rijn, ter plaatse geheten Galgewater, aan de waterkant ter hoogte van de Lage Morsweg[12][36]
- Rijswijk: het destijds op Rijswijks grondgebied gelegen galgenveld aan de Trekvliet[37]
- Scheveningen: op een hoog duin vlak bij het dorp[12][35]
- Schiedam, op de hoek van de Voorhaven en de Nieuwe Maas[38]
- Land van Steyn: in Stein ten oosten van Gouda[12][32][34]
- Warmond[39]

#### Noord-Brabant
- Bergen op Zoom: bij de Raaiberg[12]
- Breda: Cadettenkamp, nabij de huidige Verzorgingsplaats Galgeveld[40]
- Deurne: Galgenberg
- Dinteloord (Galgendijk)
- Eindhoven ('t Geregt), een galg en een radstake onder andere op de kaart van Nicolaes Visscher II van ca. 1695.
- 's-Hertogenbosch: Vughterheide
- Loon op Zand: nabij het huidige Leikeven.[41]
- Putte: een galgenberg, tegenwoordig beplant met dennen[12]
- Tilburg: in de buurt van de Laarstraat naar Riel, richting Goirle[42]
- Zevenbergen (Galgenweg)

#### Zeeland
- Hulst: aan het eind van de Zoutedijk. Het gebied heet nog steeds galgenveld.

#### Limburg
- Beesel: Grietjens Gericht[43]
- Brunssum: op de locatie van zwembad de Zeekoelen werden in vroeger tijd o.a. Bokkenrijders verhangen[44]
- Heerlen: op de Heesberg, waar onder anderen vermeende bokkenrijders werden verhangen, de drukste dag, met 7 executies was 15 juni 1773[45]
- Heerlen: op de Heksenberg, waar onder anderen Matthijs Crousen op 5 oktober 1774 werd verhangen[46]
- Hulsberg: galg op de Emmaberg. Op de Lommelenberg (later tot Emmaberg hernoemd) werden tussen 1773 en 1776 vele tientallen veroordeelden uit het Land van Valkenburg opgehangen[47]
- Maastricht: 1. 'Gerecht van Wyck', galgenveld aan de Scharnerweg bij de leprozerie (hoek Eburonenweg), zowel voor Luikse als Brabantse Maastrichtenaren; 2. 'Galgenberg' op de Dousberg, met galg van de Vroenhof[48]
- Margraten: De Galling: Galg van Margraten
- Mheer: De Galling: Galg van Mheer
- Neeritter: De Gaoberg: galgenberg van de heerlijkheid Neeritter.[49][50]
- Schimmert (samen met Klimmen en Hulsberg): in 1772 werd voor een bedrag van 52 Luikse gulden een galg vervaardigd door timmerman Francis Lemmens, waarschijnlijk wegens het oprollen van de bokkenrijdersbende van Joseph Kirchhoffs in 1771-1772[51]
- Venlo: Leutherberg
- Wijlre: Het Gericht
- Wijnandsrade: in de buurt Brommelen bevond zich de galg van de schepenbank van de heerlijkheid Wynandsrade[52]

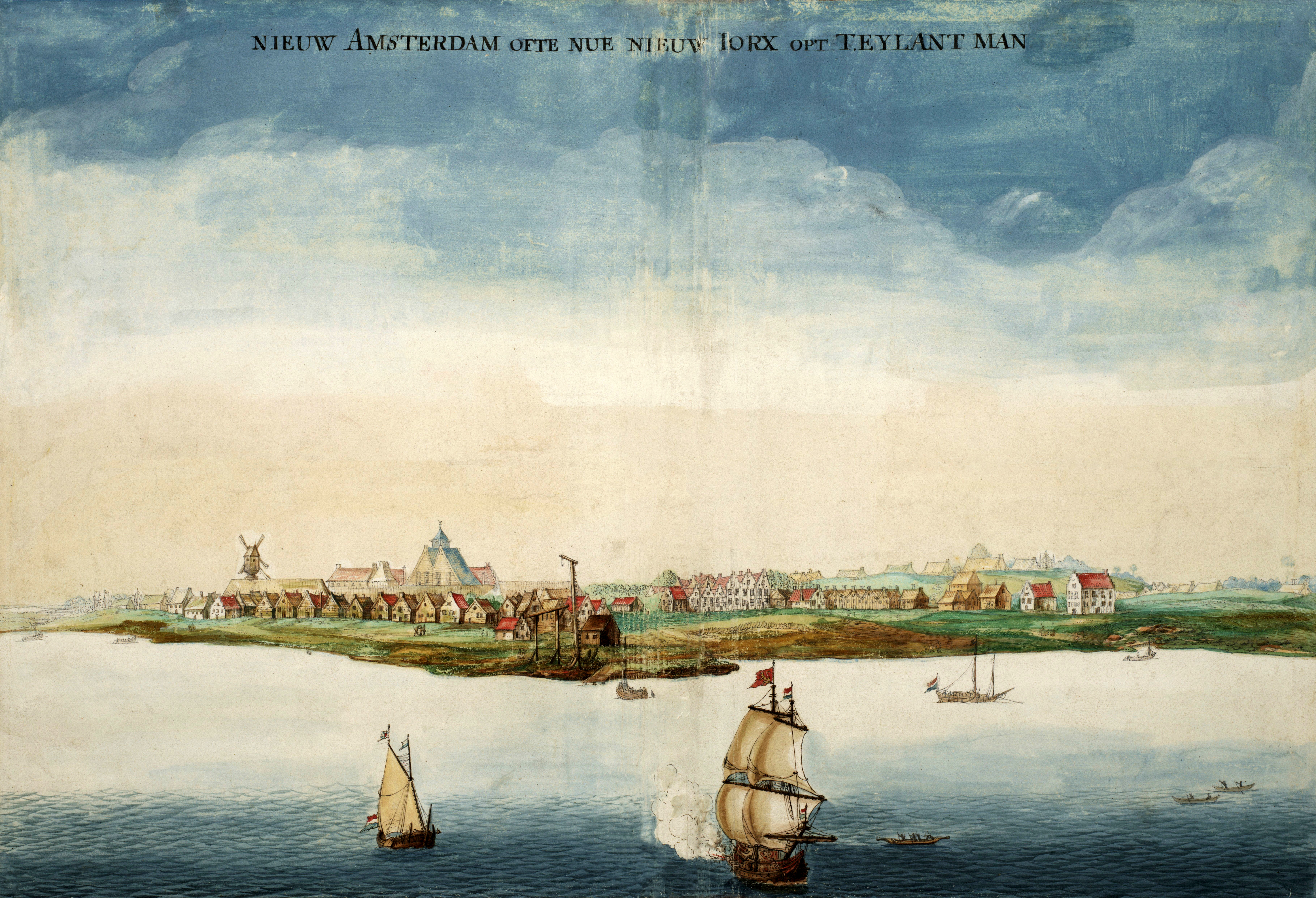
Galgenveld van Nieuw-Amsterdam in het midden van de tekening, 1664

### Suriname
Paramaribo kende een galgenveld, aan het Pad van Wanica. Een of meerdere veroordeelden van de stadsbrand van 1832 zouden er in 1833 zijn opgehangen.

### Verenigde Staten
In de Nieuw-Nederlandse hoofdplaats Nieuw-Amsterdam stond aan de kust een galg, zoals is te zien op de tekening van Johannes Vingboons van Nieuw-Amsterdam van 1664.

### Oostenrijk
- Galgenberg te Messern in Neder-Oostenrijk

### Verenigd Koninkrijk

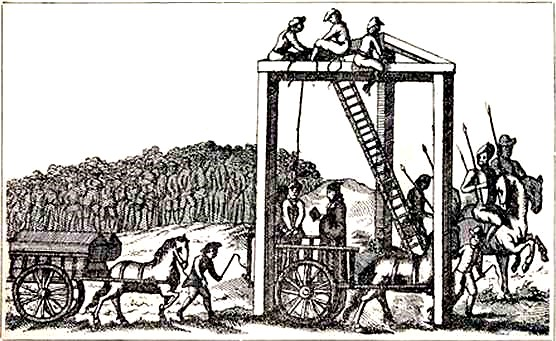
De Tyburn tree, de permanente galg bij Tyburn, stond op de plek waar zich nu de Marble Arch bevindt en werd gebruikt tot 1759, afbeelding uit 1680

- In Tyburn stonden de galgen voor de mensen die in Londen terecht werden gesteld.

## Verwijzingen
In het hedendaagse leven wordt in namen regelmatig verwezen naar voormalige galgenvelden of galgenbergen. In Nijmegen is een wijk naar het voormalige galgenveld vernoemd.